# ليفيات
الليفيات (بالإنجليزية: Fibrobacteres)‏ هي شعبة صغيرة من البكتيريا وتتضمن العديد من بكتيريا الكرش الرئيسية المساهمة في تحليل السليلوز ذو الأصل النباتي في الحيوانات المجترة.